# Arçelik
Arçelik A. Ş. (АО Арчелик) — турецкая компания, лидер турецкого рынка бытовой техники. Штаб-квартира — в Стамбуле.

## История
Основана в 1954 году.
В феврале 2004 года дочерняя компания Arçelik A. Ş. — Beko Electronic A. Ş. совместно с британской Alba Plc приобрела за 80 млн евро Home Intermedia Systems, подразделение известной германской фирмы Grundig, специализирующееся на производстве телевизоров, технике Hi-Fi, видео, CD- и DVD-проигрывателей и записывающих устройств.
В июне 2022 года, Arcelik приобрела российские активы («Индезит Интернэшнл» и «Вирлпул Рус») американской компании Whirlpool (бренды KitchenAid, Bauknecht, Hotpoint и Indesit), купив принадлежащие ей заводы в Липецке по производству холодильников и стиральных машин. Предполагаемая сумма сделки около 220 млн евро, которая будет выплачиваться в течение 10 лет.

## Собственники и руководство
Контроль над компанией принадлежит Koç Holding (крупнейшему турецкому финансово-промышленному конгломерату). Президент — Рахми Коч.

## Деятельность
Arçelik занимается производством бытовой техники под марками Beko, Grundig, Blomberg, Arçelik и др. Всего — 10 брендов. Заводы компании расположены в Турции, России, Румынии, ЮАР и Германии.
Общий объём продаж Arçelik A. S. за 2005 год составил $3,8 млрд.